# Collegio di Belfast South and Mid Down
Belfast South and Mid Down è un collegio elettorale nordirlandese della Camera dei comuni del Parlamento del Regno Unito. Elegge un membro del Parlamento con il sistema maggioritario a turno unico. Il rappresentante del collegio, dal 2019, è Claire Hanna del Partito Social Democratico e Laburista.

## Estensione
Il collegio comprende la parte centrale di Belfast, Finaghy, Drumbo e Carryduff. Include dodici ward di Belfast (Belvoir; Blackstaff; Central; Finaghy; Malone; Musgrave; Ormeau; Ravenhill; Rosetta; Stranmillis; Upper Malone e Windsor), nove ward del distretto di Lisburn e Castlereagh (Beechill; Cairnshill; Carryduff East; Carryduff West; Drumbo; Galwally; Knockbracken; Moneyreagh e Newtownbreda) e un ward di distretto di Newry, Mourne e Down (Saintfield).

## Membri del parlamento
| Elezione | Elezione | Deputato     | Partito |
| -------- | -------- | ------------ | ------- |
|          | 2024     | Claire Hanna | SDLP    |

## Risultati elettorali

### Elezioni negli anni 2020
| Partito                    | Partito                                 | Candidato                  | Risultati 4 luglio 2024 | Risultati 4 luglio 2024 |
| Partito                    | Partito                                 | Candidato                  | Voti                    | %                       |
| -------------------------- | --------------------------------------- | -------------------------- | ----------------------- | ----------------------- |
|                            | SDLP                                    | Claire Hanna               | 21 345                  | 49,08                   |
|                            | Alleanza                                | Kate Nicholl               | 8 839                   | 20,32                   |
|                            | DUP                                     | Tracy Kelly                | 6 859                   | 15,77                   |
|                            | UUP                                     | Michael Henderson          | 2 653                   | 6,10                    |
|                            | TUV                                     | Dan Boucher                | 2 218                   | 5,10                    |
|                            | Verde                                   | Áine Groogan               | 1 577                   | 3,63                    |
|                            |                                         |                            |                         |                         |
| Iscritti                   | Iscritti                                | Iscritti                   | 74 749                  | 100,00                  |
| ↳ Votanti (% su iscritti)  | ↳ Votanti (% su iscritti)               | ↳ Votanti (% su iscritti)  | 43 491                  | 58,18                   |
| ↳ Astenuti (% su iscritti) | ↳ Astenuti (% su iscritti)              | ↳ Astenuti (% su iscritti) | 31 258                  | 41,82                   |
|                            |                                         |                            |                         |                         |
|                            | Esito: collegio a SDLP (nuovo collegio) |                            |                         |                         |